# Maria Ghițulică
Maria Ghițulică (n.  ?) este o jurnalistă și politician român, care a îndeplinit funcțiile de membru al C.C. al P.C.R. (23 noiembrie 1979 – 22 decembrie 1989), membru supleant al Comitetului Politic Executiv al C.C. al P.C.R. (22 noiembrie 1984 – 22 decembrie 1989), prim-secretar al Comitetului județean de partid și președinte al Comitetului executiv al Consiliului popular al județului Vrancea (21 mai 1982 – 15 aprilie 1987), vicepreședinte al Consiliului de Stat (din 29 martie 1985) și prim-secretar al Comitetului județean de partid și președinte al Comitetului executiv al Consiliului popular al județului Iași (15 aprilie 1987 – 22 decembrie 1989).